# As One
As One (em coreano:  애즈원) foi um duo feminino sul-coreano formado em 1999. Foi composto pelas cantoras Lee Minyoung (Lee Min) e Chae Dahee (Crystal). Promoveram sob a Brand New Music.

## História
O primeiro single do duo foi a música Only You Would Not Know, lançada em 1999 pela Rock Records. Entre o quarto e o quinto álbuns, seu contrato com Rock Records expirou e assinaram com a EMI Music Publishing Korea, uma gravadora que gerencia outros artistas de K-pop, como DJ DOC e Baby VOX.
No final de 2006, As One lançou seu quinto álbum intitulado 12 Tears of Farewell e iniciou as promoções para a faixa-principal 12 Nights.
Elas estavam sob gerenciamento da Brand New Music e elas possuiam um programa de rádio chamado K-Popular no rádio TF eFM.
Em contraste com seu estilo usual, o As One lançou um vídeo musical em 29 de outubro de 2014 para o single For The Night. O vídeo musical apresentou o companheiro de gravadora Jae Woong do grupo de hip hop Troy e a modelo fitness Kim Haena.
Lee Min morreu em 2025, encerrando as atividades do grupo.

### Comeback
Em 20 de junho de 2016, As One fez um retorno com um novo single intitulado The Pain I Caused. A música está fora do seu sexto álbum Outlast, que saiu 21 de junho de 2016. O álbum apresenta dez faixas, juntamente com o single principal, Do not Say Anything, que será lançado em 21 de junho de 2016.

## Integrantes
- Lee Min (em coreano:  이 민), nascida Lee Minyoung (em coreano:  이민영) em 15 de dezembro de 1978 (46 anos) em Seul, Coreia do Sul, mas frequentou a Fairfax High School em Los Angeles, Califórnia. Em 29 de novembro de 2013, Min se casou com seu namorado no Havaí. Min compôs e co-escreveu as letras da música intitulada 2 = 1 do álbum de As One, Simply As One, para o marido.[9] Morreu no dia 6 de agosto de 2025 aos 46 anos.
- Crystal (em coreano:  크리스털), nascida Chae Dahee (em coreano:  채다희) em Los Angeles, Califórnia, Estados Unidos, onde frequentou a Chatsworth High School. Em 16 de setembro de 2012, ela se casou com seu ex-gerente Choi Minchul.[10] Crystal anunciou sua gravidez de 5 meses em 18 de outubro de 2013 e em março de 2014, a Brand New Music anunciou que Crystal deu à luz um filho.[11][12]

## Discografia

### Álbuns de estúdio
| Álbum # | Detalhes do álbum                                                                                            | Lista de faixas |
| ------- | --- | --- |
| 1º      | Day By Day - Lançamento: 25 de novembro de 1999 - Gravadora: Rock Records                                    | Lista de faixas 1. Arrive (introdução) 2. 그녀의 게임 (Her Game) 3. 너만은 모르길 (For You Not To Know) 4. 사랑+ (Love+) 5. Day By Day 6. 소녀의 꿈 (A Girl's Dream) 7. 비련 (Tragic Love) 8. 투명에 가까운 블루 (Transparent Blue) 9. 약속 (Promise) 10. 소망 (Hope) 11. Destiny's Desire 12. Loving You                                                  |
| 2º      | 천만에요 (You're Welcome) - Lançamento: 7 de agosto de 2001 - Gravadora: Rock Records                        | Lista de faixas 1. 천만에요 (You're Welcome) 2. 행복한 날들 (Happy Days) 3. Someday 4. Always 5. 투정 (Grumbling) 6. 소망 (Hope) 7. 단 (Only) 8. 원하고 원망하죠 (Want & Resent You) 9. Mama 10. 신기루 (Mirage) 11. 보헤미안 (Bohemian) 12. Forever As One 13. 그대 없는 내가 그렇죠 (Without You, I'm still alright) 14. 비밀 (Secret) 15. Don't Go Away |
| 3º      | Never Too Far... - Lançamento: 13 de março de 2003 - Gravadora: Rock Records                                 | Lista de faixas 1. Mr. A-JO 2. 약속 (Promise) 3. I Won't Cry 4. 미운사람 (Ugly People) 5. 아니길 바래요 (I Hope Not) 6. 늦은사랑 (Late Love) 7. 내게 돌아올까요 (I'll be back) 8. 사랑느낌 (Feel of Love) 9. 동화 (Assimilation) 10. 바보 (A Fool) 11. 이렇게라도 (Even So) 12. Fortunate 13. 진심 (Seriously) 14. To My Dearest 15. Sparkle               |
| 4º      | Restoration - Lançamento: 17 de novembro de 2004 - Gravadora: Rock Records                                   | Lista de faixas 1. Oriental Express 2. 위대한 유산 (Great Expectations) 3. 사랑보다 아름다운 유혹 4. Another Try 5. My Girl Friend 6. As one LOVE 7. 그녀는... (She...) 8. 니가있어 9. 사랑했던 날처럼... 10. Beautiful love 11. So simple |
| 5º      | 이별이 남기는 12가지 눈물 (12 Tears of Farewell) - Lançamento: 17 de novembro de 2006 - Gravadora: EMI Korea | Lista de faixas 1. Intro 2. Still 3. 사람은 사람으로 잊는거라죠 4. INTRO (Narration Jo Han-sun) 5. 십이야 (12 Nights) 6. 루이(열혈남아) (LOUIS (Hot Blood)) 7. Only Friends 8. Waterfall 9. INTRO (Narration Cristal) 10. For Awhile 11. 눈물을 묻는다 (Bury The Tears) 12. 철없던 나를 13. 앞으로 (Forward)                                               |

### Extended plays
1. [2000.06.28] ONE+ONE
2. [2002.05.22] As One Live Album
3. [2002.11.26] Caroling
4. [2003.11.18] Forever AS ONE (BEST)
5. [2007.03.13] 우리가 알고있는 (So Romantic)
6. [2008.05.14] Double Star (Mini Album)
7. [2010.04.29] The Happiness 4 Us 2nd

### Singles
1. [1999.11.25] Ring My Bell
2. [2000.05.01] 사랑+
3. [2000.06.14] Day By Day
4. [2006.12.14] I Wanna be a Christmas
5. [2008.04.03] Sponge Remake 2008 As One
6. [2008.09.01] Zza Zza La!! (versão de drama)
7. [2010.06.16] As One Season 1
8. [2010.09.08] History - As One 연애
9. [2011.01.17] Taste of Love
10. [2011.01.28] NEPA SONG(네파송)
11. [2011.07.07] As One Season 2
12. [2011.11.21] As One Season 2.5

### Colaborações
- 사랑도 돈이 되나요 (I'm Still In Love), Can Love Become Money OST, 2012
- Only U, com Lee Donghae do Super Junior, 2012
- Xoxo, com Humming Urban Stereo, 2011
- Lovin Ice Cream, com Ez-Life & (Haro), 2011
- Flight 101, com Oneway, 2011
- 그대도 나처럼, com Yurisangja, 2010
- 그대 뒤에서 (Behind You), The Reputable Family OST, 2010
- 홀로 크리스마스 (White Winter), com Lee Jun (do Solid), Alex, Navi e Bizniz, 2009
- 사랑할 수도 미워할 수도 (Neither Love Nor Hate), De La Musique Vol.1 - Parte 1, 2009
- Cool Running, com Soul Dive, 2009
- 헤어져 (Breakup), Love Tonic OST, 2009
- To Heart, Listen Campaign OST, 2008
- 사랑은 너 하나뿐 (You Only Love), The Rival Project com GO e Shogun, 2008
- 마지막 사랑 (Last Love), com E Sang, 2008
- Smile, com JED, 2007
- White Love Story, The 1st Shop of Coffee Prince OST, 2007
- 네잎클로버 (Four-leaf Clover), 25º aniversário do MBC Creative Children, 2007
- Happy My Star (versão de drama), Couple of Fantasy OST, 2006
- 가시나무 (Bramble), The Wave - Blessing & Caroling, 2005
- Oh Come All Ye Faithful, Groovy Christmas, 2005
- 미안해야 하는거니 (Do I Have To Say Sorry), Sassy Girl, Chun Hyang OST, 2005
- Sleigh Ride, 2004 Christmas Story, 2004
- 원하고 원망하죠 (Want & Complain), Black Coffee 4, 2004
- Loving You, Classic CF, 2004
- 투명에 가까운 블루 (Transparent Blue), Classic CF, 2004
- 하늘정원 (Garden of Heaven), Garden of Heaven OST, 2003
- 스물다섯 (Precious You), com Kim Jin-pyo, 2003
- Feel...Me, com Park Hyo-shin, 2002
- 소중한 너 (Precious You), com Cho Kyuchan, 2002
- Born Twice, com DVS, 2001
- Gook Thuggin, com DVS, 2001